# Edificio Media-TIC

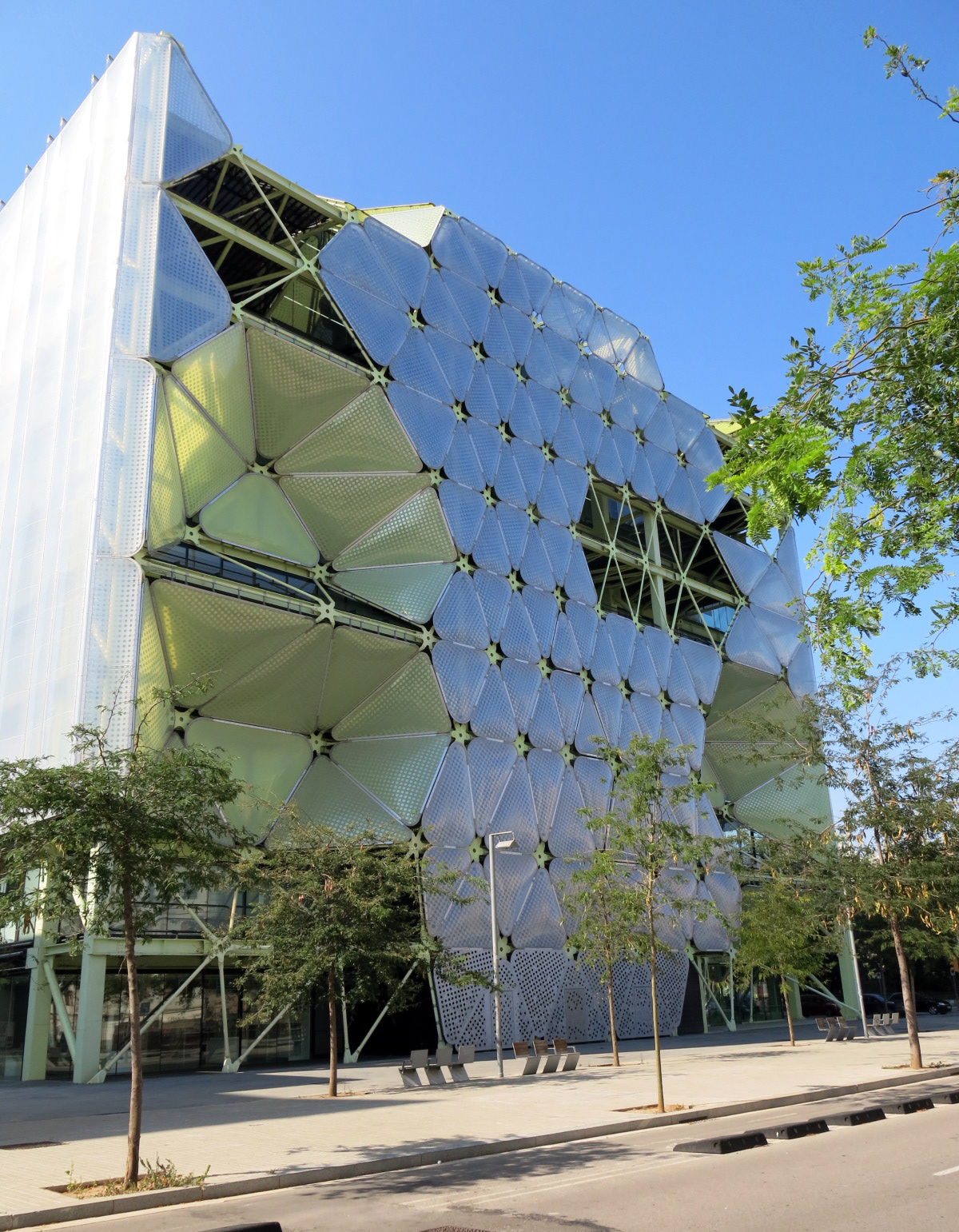
Edificio Media-TIC, situado en la calle Sancho de Ávila / Roc Boronat.

El Edificio Media-TIC es una construcción destinada a servir de punto de encuentro para empresas y profesionales, dentro del proyecto de desarrollo tecnológico centrado en las nuevas tecnologías y el conocimiento ubicado en el distrito 22@ de Barcelona. Está situado en la confluencia de las calles Roc Boronat y Sancho de Ávila, y está ocupado por empresas como Universidad Abierta de Cataluña, Internet Interdisciplinary Institute (IN3), eLearn Center, Barcelona Digital Centro Tecnológico y el centro de Grados Formativos Ins ITC de Barcelona. Promovido por el Consorcio de la Zona Franca de Barcelona, es obra del arquitecto Enrique Ruiz Geli, y fue inaugurado en 2010.

## Ficha técnica
- Arquitecto: Enrique Ruiz Geli
- Ubicación: Distrito 22@, Barcelona
- 3572 m² de superficie de solar
- 23.104 m² de superficie construida
- 20.791.486 Euros de presupuesto
- 27 millones de inversión del Consorci de la Zona Franca de Barcelona
- Término de ejecución: 2009
- 2500 m² de fachada de ETFE
- 20% de ahorro energético con un filtro solar de ETFE
- 42 puntos de los 57 puntos máximos marcados por el Decreto de Criterios Ambientales de Ecoeficiencia Energética de los Edificios.
- Sala de actos para 300 personas
- Disponibilidad de ocupación: 2418 personas
- 2 fachadas accesibles

## Función/usos
Casa de las TIC y espacios comunes:
Casa de las Tecnologías de la Innovación y la Comunicación/ Restaurante/ otros. Es un proyecto que pretende poner al servicio del ciudadano y de la empresa un equipamiento para uso intensivo y transparente de las TIC, buscando su difusión e integración en las empresas. Se concibe como una instalación equipada con las últimas tecnologías e innovaciones, y ubicada en un lugar estratégico para servir de núcleo y zona de presentaciones, demostraciones y todo tipo de actos. Será un punto de interrelación entre distintas empresas y éstas con el ciudadano, a través de las TIC.
Espacios para emprendedores:
- Incubadora MEDIA/TIC:

Ofrece infraestructuras y servicios de incubación/financiación para empresas del sector MEDIA (audiovisual, producción digital, etc)
- Programas Landing y Accel:

El primero pone al servicio de empresas del extranjero que quieran instalarse en Barcelona, el mismo sistema de espacios e incubación para su desarrollo. El segundo es un lugar donde acoger a las empresas que estén creciendo con el Programa Accel, y donde puedan expansionarse.
- Espacios para empresas e Instituciones:

Centro Tecnológico TIC/ espacios para empresas e Instituciones. El CTTIC facilita a los diversos sectores económicos, los mecanismos para incorporar y aplicar las TIC para incrementar su competitividad y productividad en el marco de la economía digital, potenciado a su vez la formación de personas en el uso de las TIC.

## Descripción de la obra
El edificio mediaTIC, inaugurado en septiembre de 2010, pretende ser un foro ciudadano, de encuentro, aprendizaje y puesta en práctica de las TIC(tecnologías de la información y la comunicación). En él se darán cita distintas empresas y usuarios que adquirirán conocimientos en esta materia para implantar posteriormente en sus respectivas actividades. Y acogerá asimismo a empresas del sector TIC y del media o audiovisual. Espacios de conferencias, encuentros, instalaciones dotadas de la última tecnología. Regando la semilla de la cultura de la innovación y el espíritu emprendedor con una buena dosis de iniciativas, infraestructuras, programas específicos, localización estratégica, red completa de transporte, cooperación público-privada, y recursos humanos preparados para el futuro, brotarán proyectos empresariales con un explosivo potencial y enfocados a
una proyección internacional.
El edificio es un cubo con 4 fachadas distintas entre sí, que atienden a funciones específicas según su orientación. El dibujo del mosaico de la piel de ETFE traduce las fuerzas ejercidas por los pilares y columnas, lo cual deja ver un estudio de la forma hasta el mínimo detalle. Las plantas son diáfanas, abiertas y modulables (siendo liberadas por una estructura externa a modo de “caparazón”). Estas son atravesadas, por un patio vertical que da continuidad al edificio y lo conecta al entorno. Las plantas quedan conformadas en U, abriéndose finalmente a una de las fachadas, que deja un enorme marco al exterior.

## Sistema resistente
La estructura es uno de los puntos distintivos de este proyecto. Se trata de un esqueleto metálico, con elementos verticales casi exclusivamente en el exterior, dejando amplísimos y diáfanos espacios por planta, y un patio interior que atraviesa verticalmente todo el edificio. La estructura, que es vista, tiene además otra particularidad, y es que absorbe la luz captada durante el día, y la desprende por la noche, convirtiéndose en un elemento luminiscente, que su autor compara con una medusa (constituyendo esto su idea primigenia del proyecto).
Consta de una estructura metálica principal, formada por 4 pórticos rídgidos arriostrados, separados entre sí 14 metros. El pórtico tipo consiste en una jácena metálica tipo Fink formada por vigas metálicas de los forjados de planta 7 y 8, y pilares-tirante por pórtico que conducen las cargas colgadas hacia las “galerías”, núcleos rígidos de soporte.
Cada uno de estos elementos definen espacios de densidad estructural diferente:
Densidad cero:
Planta baja, libre de estructura, pública. Espacio libre de 36 m x 44 m. Un espacio público.
Densidad baja:
Plantas de oficinas. Plantas cruzadas por líneas estructurales (pilares-tirantes) de mínima dimensión. Máxima flexibilidad. Permite alojar diferentes usos y diferentes agentes.
Densidad alta:
Galerías. Los núcleos de soporte de gran dimensión definen espacios más reducidos y más rígidos que corresponden a núcleos de comunicación, montantes de instalaciones, baños, terrazas y patios.

## Materiales
Además de la particular estructura, que ya se ha explicado, encontramos una peculiaridad notable en este edificio, relacionada con el material que lo conforma, y es la piel de ETFE. Buscando la ecoeficiencia del edificio, se cubre con esta piel de 2500 m², que conseguirá un ahorro energético del 20% y obtendrá 42 puntos de los 57 puntos máximos marcados por el Decreto de Criterios Ambientales y de Ecoeficiencia Energética de los Edificios.
ETFE es un polímero (Ethilene Tetrafluor Ethilene) con unas características muy especiales:
Se consigue un filtro solar y una fachada con un grosor de 200 μm. Se distribuye en rollos, consiguiéndose piezas del tamaño que se desee.
- coeficiente ultravioleta 85% densidad 350 g/m² material auto combustible
- ligereza
- elasticidad
- encuentro de la forma geométrica

Además, es antiadherente, lo que impide que se ensucie y requiera un mantenimiento de limpieza. Y no pierde sus características de elasticidad, transparencia y dureza con el tiempo.

## Instalaciones/Energía

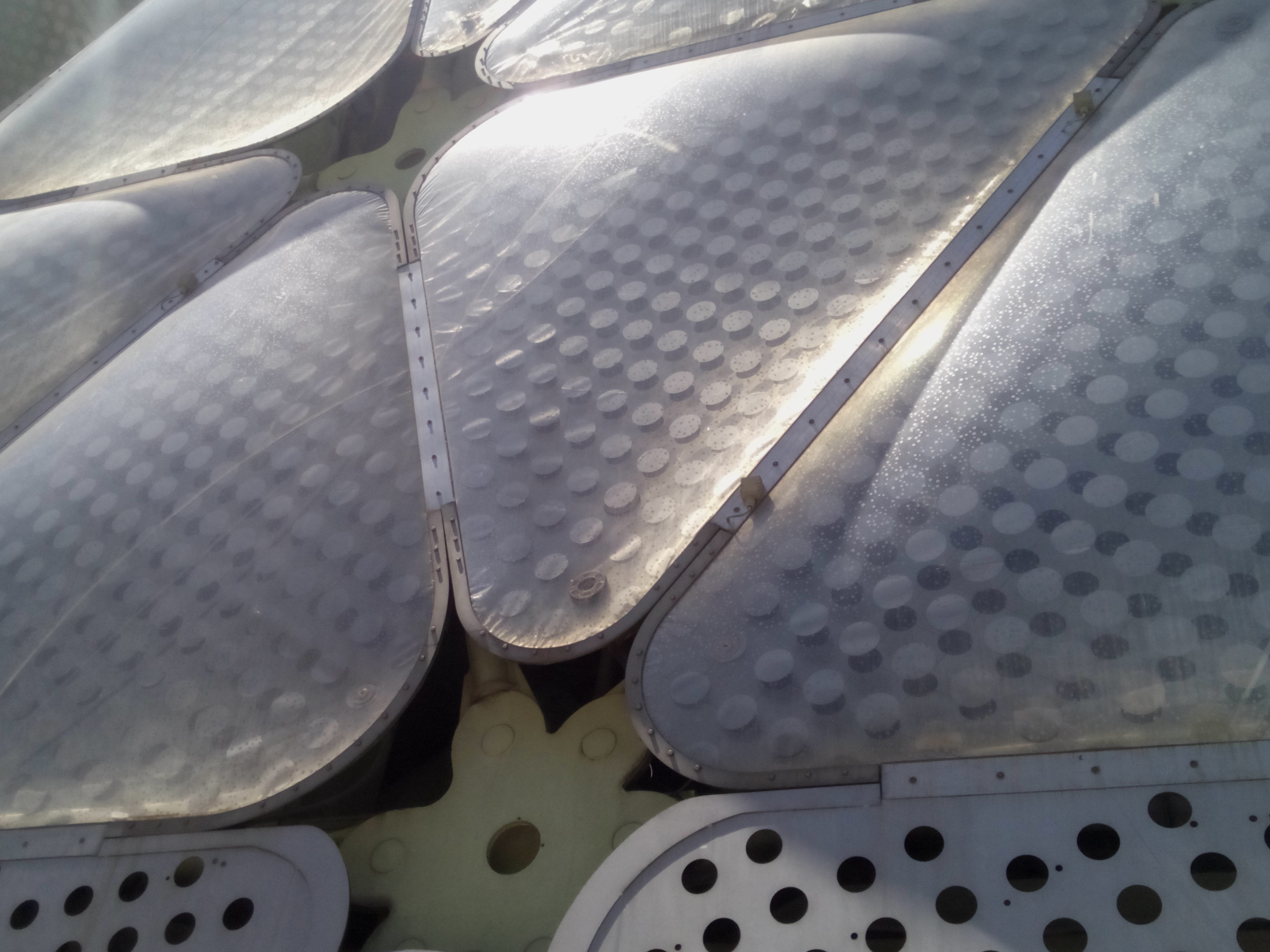
Detalle de la fachada sureste: se aprecia el patrón de diseño inverso en las membranas central e interior de las cámaras de aire

Sólo con el movimiento del aire se consigue gestionar toda una fachada, sin mecanismos industriales, y con unos resultados muy favorables y energéticamente económicos.
Fachada Roc Boronat (nor-este)
Según el estudio solar esta fachada recibe unas 3 horas de sol al día durante la mañana y no es necesario un sistema
de protección solar externo. Además, dispondrá de un sistema de protección interna a base de cortinas tipo screens.
Fachada Sancho de Ávila (sur-este)
Esta fachada recibe 6 horas diarias de sol y, por esto, es necesario un sistema que regule la cantidad de luz y calor que pasa al interior del edificio: Se ha recubierto la fachada con cojines de 3 capas de ETFE. En cada cojín las capas de EFTE están dispuestas de manera que forman 2 cámaras de aire, la membrana interior y la central tienen dibujados patrones de diseño inverso que, al superponerse, bloquean el paso de la luz. De esta manera es posible regular el paso de luz acercando la membrana central a la interior. Para mover la capa central, se bombea el aire de una cámara de aire a la otra.
Fachada CAC (sur-oeste)
Esta fachada también recibe 6 horas de sol diarias de promedio, por lo tanto hay que limitar la entrada de calor. Para ello se ha cubierto la fachada con dos láminas de ETFE rellenas de nitrógeno, creando de esta manera un cojín. Las membranas de ETFE ya actúan como filtro solar pero, además, en el interior de este cojín se puede inyectar un aerosol de un aceite especial que bloquea la luz solar creando un efecto de niebla. Este es un mecanismo creado después de una exhaustiva investigación que ha supuesto sólo un 5% del total del coste.